# L'Élu (roman)
Pour les articles homonymes, voir L'Élu.
L'Élu (The Chosen) est un roman écrit par Chaim Potok. Il a été publié pour la première fois en 1967. Il suit le narrateur Reuven Malter et son ami Daniel (Danny) Saunders, alors qu'ils grandissent dans le quartier de Williamsburg à Brooklyn, New York, dans les années 40. Une suite mettant en vedette les jeunes adultes de Reuven, The Promise (La Promesse), a été publiée en 1969,,.

## Scénario
En 1944 à Brooklyn, Reuven Malter, 15 ans, se prépare à jouer à un match de baseball: sa propre école orthodoxe moderne contre une équipe d'une yeshiva hassidique ultra-orthodoxe. Il devient évident que le seul bon joueur de l'équipe adverse est Danny Saunders, le fils d'un tzaddik hassidique voisin. Le jeu devient une sorte de guerre entre les deux équipes, apparemment symbolique de leurs idéologies différentes. Lors de la dernière manche, avec l'équipe de Reuven en tête, Reuven est placé en tant que lanceur. Lorsque Danny se lève à l'assiette, il frappe une ligne droite à la tête de Reuven, ce qui casse ses lunettes et enfonce un petit morceau de verre dans son œil. L'équipe de Reuven perd et Reuven est transporté d'urgence à l'hôpital. 
Danny vient à l'hôpital pour tenter de s'excuser, mais Reuven est toujours furieux envers Danny et rejette ses tentatives, ce qui met en colère le père de Reuven, qui rappelle à Reuven qu'il est important d'écouter quelqu'un qui demande à être entendu. Lorsque Danny revient le lendemain, Reuven lui pardonne et ils deviennent rapidement amis. 
Reuven apprend que Danny possède une mémoire photographique, lui permettant d'étudier une quantité étonnante de Talmud par jour (fixé par son père), tout en lui laissant encore le temps de poursuivre d'autres sujets. Danny dit à Reuven qu'il va à la bibliothèque pour lire des livres sur la science et la littérature, et qu'un homme de la bibliothèque lui a recommandé des livres à lire. Danny sait qu'il devrait un jour prendre le relais de son père en tant que tzaddik, mais souhaite qu'il n'y soit pas obligé, souhaitant à la place pouvoir poursuivre des études de psychologie. Reuven prévoit de devenir rabbin, bien que son père souhaite qu'il poursuive ses études. Reuven apprend que son père, professeur de Talmud, est l'homme qui a recommandé des livres à Danny à la bibliothèque. 
Lorsque Reuven est sorti de l'hôpital, son père discute avec lui de l'histoire du hassidisme. Il explique ensuite qu'une seule fois dans une génération un esprit comme Danny est né, et que Danny ne peut pas aider son besoin de connaissances, mais que Danny est aussi un garçon solitaire qui a besoin d'un ami. 
Le lendemain, Reuven se rend à la synagogue familiale de Danny où il assiste à une discussion entre Danny et son père qui couvre tout le Talmud. Après la fin du sabbat, Danny apprend à Reuven que son père ne lui parle que lorsqu'ils étudient ensemble le Talmud. Les deux garçons découvrent également qu'ils fréquenteront la même université, pour le plus grand plaisir de Reuven. Ce dimanche-là, Danny et Reuven se rencontrent à la bibliothèque, où Danny révèle sa fascination pour l'esprit humain et son désir d'étudier les œuvres de Sigmund Freud, pour lesquelles il enseigne lui-même l'allemand. 
La semaine suivante, Reuven se rend de nouveau à la maison Saunders pour étudier le Talmud avec Danny et son père. Lorsque Danny quitte la pièce pour préparer le thé, Reb Saunders révèle à Reuven qu'il connaît les visites de Danny à la bibliothèque et veut savoir ce que Danny lit. Il ajoute qu'il sait qu'il ne peut pas empêcher Danny de poursuivre ses connaissances, mais qu'il craint que son fils ne perde sa foi orthodoxe. Reuven informe immédiatement Danny de la conversation, et plus tard, le père de Reuven discerne que Reb Saunders a utilisé sa conversation avec Reuven pour communiquer indirectement avec Danny. 
L'année à venir est dominée par la victoire des Alliés dans la Seconde Guerre mondiale et la mort de Franklin Delano Roosevelt, ce qui fait du chagrin aux Malters. De plus, la nouvelle de l'Holocauste atteint le sol américain, ce qui met tous les personnages, en particulier le rabbin Saunders, dans un état de dépression. Au cours de l'été de la même année, le père de Reuven souffre d'une crise cardiaque et Reuven va rester au domicile de Saunders. Lors d'un repas, Reuven mentionne que certains estiment qu'il est temps d'établir un État juif, qui envoie le rabbin Saunders dans une féroce tirade contre le sionisme; pour les ultra-orthodoxes, un État juif laïc établi par l'homme sans la venue du Messie est contre la volonté de Dieu. 
L'année suivante, Danny et Reuven entrent au collège du Samson Raphael Hirsch College and Seminary. Danny est misérable parce que le département de psychologie de l'université n'est que de la psychologie expérimentale (ce qui dérange Danny car il pense que les rats et les labyrinthes n'ont rien avoir avec l'esprit humain). Finalement, le professeur de psychologie de Danny lui dit qu'il devrait se lancer dans la psychologie clinique. 
Plus tard dans l'année, le père de Reuven prononce un discours lors d'un rassemblement sioniste, qui est couvert par la presse yiddish, et conduit le rabbin Saunders à interdire à Danny d'être ami avec Reuven. Reuven ne s'en sort pas bien sans son meilleur ami et ses notes commencent à souffrir. Peu de temps après, le père de Reuven fait une deuxième crise cardiaque suivie d'une longue hospitalisation. Reuven fait face à l'absence de son père en étudiant le Talmud avec plus d'intensité, maîtrisant finalement une section très compliquée du Talmud. 
Après deux ans, juste au moment où la violence en Palestine prend fin (la guerre israélo-arabe de 1948-49) et que le père de Reuven s'est remis de sa crise cardiaque, Danny est autorisé à reprendre son amitié avec Reuven parce que l'État juif est maintenant un fait, et non plus un point de dissension. 
Au fil des années, le père de Danny continue de garder le silence avec Danny. Danny révèle à Reuven qu'il ne prendra pas la place de son père. Au lieu de cela, il postulera à des études supérieures et poursuivra un doctorat en psychologie clinique, et son jeune frère, Levi, assumera le tzaddikat. Dannyenvoie une demande de bourse à Harvard, Columbia et Berkeley. Il est accepté dans les trois universités, mais ne comprend pas pourquoi son père ne lui en parle pas, car les lettres d'acceptation sont arrivées par courrier et ont sûrement été vues. 
Le premier jour de la Pâque juive dans la dernière année de collège de Danny et Reuven, Reb Saunders invite Reuven à leur domicile pour parler avec lui et Danny. Reb Saunders dit à Reuven qu'il sait que Danny n'assumera pas le tzaddikat, qu'il le sait depuis longtemps et qu'il l'accepte. Il explique ensuite pourquoi il a élevé Danny en silence: il craignait que l'intelligence phénoménale de Danny ne le conduise à manquer de compassion pour les autres. Par conséquent, il a élevé Danny en silence afin qu'il puisse apprendre ce que c'est que de souffrir, et donc d'avoir une âme. Il relie également Danny à son frère aîné, qui s'est enfui de sa patrie en Russie et est devenu professeur, a renoncé à sa foi et est décédé à Auschwitz. 
Reb Saunders exprime sa gratitude à Reuven et à son père pour avoir aidé Danny au moment où il était prêt à se rebeller, pour aider Danny à rester une partie de la tradition juive orthodoxe, même s'il ne peut pas assumer le rôle de tzaddik. Aux questions de son père, Danny indique qu'il supprimera certains des indicateurs visibles du hassidisme (sa barbe et ses papillotes) mais qu'il restera un observateur des commandements. Reb Saunders dit que la Pâque est la fête de la liberté et qu'il doit laisser Danny être libre. 
En septembre, en route pour ses études supérieures à Columbia, Danny vient pour une brève visite sans sa barbe et ses papillotes. Il dit que lui et son père parlent maintenant. 

## Personnages principaux
- Reuven (Robert ou Bobby) Malter : un juif orthodoxe moderne et un adolescent. Il est intelligent, populaire dans sa communauté et a une tête pour les mathématiques et la logique. Son père veut qu'il soit professeur de mathématiques à l'université, mais Reuven désire devenir rabbin .
- Daniel (Danny) Saunders : un juif hassidique, qui est aussi un adolescent. Brillant; avec une mémoire photographique, et intéressé par la psychologie (en particulier la psychanalyse freudienne ) mais manquant d'aptitudes mathématiques. Il veut devenir psychologue, mais il se sent piégé par la tradition hassidique qui l'oblige à devenir le prochain dans la lignée pour succéder à son père comme rabbin et tzaddik. Ce fait est un conflit personnel important pour Danny tout au long du livre.
- David Malter (père de Reuven) : érudit talmudique, écrivain, enseignant à la yeshiva son fils, conférencier motivateur sur les actes du sionisme et sioniste lui-même. Considéré comme hérétique par les hassidim. Soutient la création de l'État d'Israël en raison de sa croyance en l' âge messianique, plutôt qu'en un Messie littéral.
- Rabbi Isaac Saunders (Reb Saunders) : Sage rabbinique et tzaddik. Il est le père de Danny. Il a déplacé sa congrégation de Russie aux États-Unis avant la révolution d'octobre. Il est contre un État-nation juif laïque, car il pense que cela remplace la volonté de Dieu. Il est également contre tous ceux qui s'identifient comme sionistes, suivent la croyance d'un âge messianique et souhaitent un État-nation juif laïque.

## Thèmes littéraires
Les thèmes littéraires du livre incluent des références répandues aux sens (en particulier la vue), la recherche de la vérité dans un monde gris, la force de l'amitié et l'importance des liens père-fils. De nombreux thèmes communs aux œuvres de Potok prévalent tels que les femmes et les enfants faibles, les figures paternelles fortes, les caractères intellectuels et la force et la validité de la foi dans un monde laïque moderne. Potok accentue l'importance du silence et son rôle de moyen de communication. Tout au long du livre, il existe de nombreux cas où Danny et Reuven reçoivent et traitent des informations sous une forme non verbale. Potok introduit explicitement ce sujet en faisant allusion à la relation entre Danny et son père, où il n'y a aucune communication verbale entre eux, sauf pendant l'étude religieuse. Le silence de deux ans entre Danny et Reuven, imposé par Reb Saunders, est également riche en interactions communicatives entre les deux amis; cependant, il montre effectivement les contraintes que le silence peut imposer entre individus. 
Un autre thème important est le contraste de la tradition avec la modernité. Reb Saunders s'isole et s'isole du monde moderne, y compris l'orthodoxie moderne, dans tout, de la méthode utilisée pour étudier le Talmud à la création de l'État d'Israël. Cette lutte entre conserver les traditions de sa culture dans un monde en constante évolution et adopter la culture du pays d'origine adopté a également été rencontrée par Danny et Reuven, qui ont tous deux été élevés dans un environnement différent de leurs parents et ont trouvé eux-mêmes dans une telle situation. Il reflète la lutte que de nombreux immigrants et leurs enfants, pas seulement juifs, vivent après leur arrivée en Amérique.[réf. nécessaire]

## Adaptations cinématographiques ou théâtrales
The Chosen est devenu un film en 1981 et une comédie musicale de courte durée hors Broadway a été produite en 1988. Il a fermé ses portes après une semaine de représentations. Le livre a été adapté dans une pièce de théâtre de Potok et Aaron Posner et présenté en première au Théâtre Arden en 1999. Potok a écrit une suite intitulée The Promise (La Promesse).